# BlueWillow AI
BlueWillow és una eina d'intel·ligència artificial que permet generar una imatge a partir d'un prompt que l'usuari presenta. Aquesta permet crear logotips, gràfics, escenes fotogràfiques realistes, etc. L'usuari obté una varietat d'imatges generades amb intel·ligència artificial que mostren el que es demana en el prompt i així l'usuari no necessita fer ús d'eines més complexes pels seus dissenys.

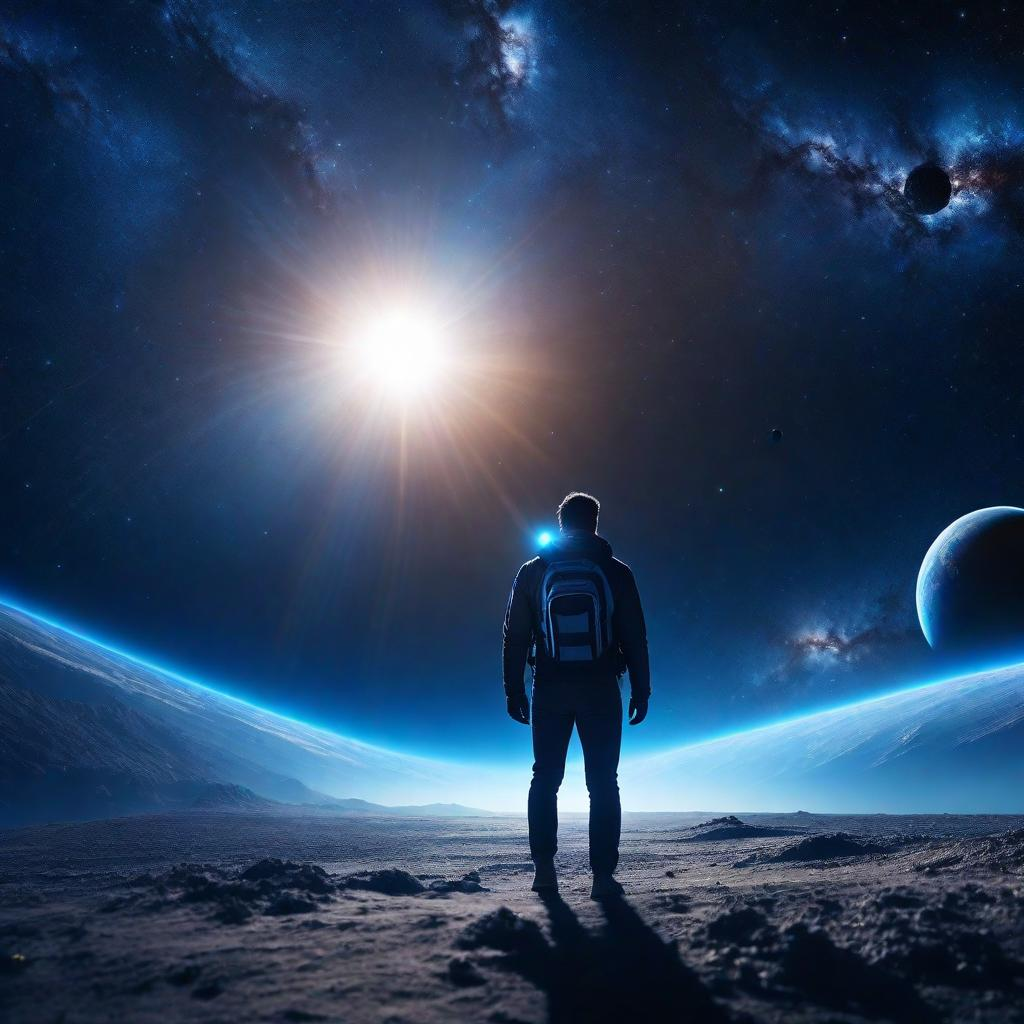
Imatge generada amb BlueWillow mitjançant el prompt: "A realistic human being exploring the vast space, with a star cluster surrounding him and a blue planet at the distance".

Així mateix, BlueWillow ofereix un servei comparable a altres eines d'imatge generada per IA com Midjourney o DALL-E, encara que BlueWillow és totalment gratuïta i la pot utilitzar qualsevol. Tanmateix, també inclou alguns plans de pagament per tal d'obtenir una imatge encara més encertada.

## Funcionament
Per fer ús de l'eina BlueWillow cal que l'usuari accedeixi a la seva pàgina i, un cop allà, escrigui un prompt de la seva elecció i cliqui en "Generate Artwork". El següent pas demana introduir el correu electrònic de l'usuari o bé obrir l'aplicació de Discord. D'aquesta manera, en pocs segons, en el teu estudi IA, s'hi mostrarà la imatge creada. A més, l'usuari pot escollir el model d'intel·ligència artificial que desitja que generi la imatge. En el pla gratuït s'inclou el model BlueWillow v4, Stable Diffusion v2.1 i Google Imagen. Un cop creades les imatges l'usuari pot redefinir o regenerar els treballs i compartir-los amb la comunitat.
Per tal d'obtenir més informació sobre l'eina d'IA, s'ofereix a l'usuari la possibilitat d'unir-se a la seva comunitat de Discord i així poder rebre informació sobre nous anuncis i notícies de la plataforma.

## Característiques
BlueWillow utilitza una interfície que permet que tothom pugui utilitzar-lo, ja que no requereix coneixements experts, sinó que només cal que s'introdueixi el prompt. Així mateix, permet generar diferents tipus d'imatges, des de logotips i gràfics fins a imatges realistes, convertint prompts textuals en obres d'art creades amb intel·ligència artificial.
Les imatges que s'obtenen amb BlueWillow, poden usar-se tant per a ús personal com comercial, creant peces úniques per a cada usuari.